# Regionalwahlkreis Traunviertel
Der Regionalwahlkreis Traunviertel (Wahlkreis 4D) ist ein Regionalwahlkreis in Österreich, der bei Wahlen zum Nationalrat für die Vergabe der Mandate im ersten Ermittlungsverfahren gebildet wird. Der Wahlkreis umschließt die politischen Bezirke Gmunden, Kirchdorf, Steyr-Land sowie die Stadt Steyr und entspricht in seinem Umfang damit dem Landtagswahlkreis Traunviertel.
Bei der Nationalratswahl 2019 waren im Regionalwahlkreis Traunviertel 197.070 Personen wahlberechtigt. Bei der Wahl ging die Österreichische Volkspartei (ÖVP) mit 35,3 % als stärkste Partei hervor. Von den sechs zu vergebenen Grundmandaten entfielen zwei auf die ÖVP und eines auf die Sozialdemokratische Partei Österreichs (SPÖ).

## Geschichte
Nach dem Ende des Staates Österreich-Ungarn wurden für das Gebiet von Oberösterreich mit der Wahlordnung 1918 für die Wahl der konstituierenden Nationalversammlung sechs Wahlkreise geschaffen, wobei bereits zu dieser Zeit ein Wahlkreis mit dem Namen Traunviertel gebildet wurde. Dieser Wahlkreis (zunächst Wahlkreis 16, ab 1923 Wahlkreis 15) umfasste das Gebiet der Stadt Steyr und die Gerichtsbezirke Bad Ischl, Enns, Gmunden, Grünburg, Kirchdorf an der Krems, Kremsmünster, Sankt Florian, Neuhofen an der Krems, Steyr, Weyer und Windischgarsten. Nachdem die Wahlordnung von 1923 von der austrofaschistischen Regierung 1934 außer Kraft gesetzt worden war, wurde die ursprüngliche Einteilung der Wahlkreise nach dem Zweiten Weltkrieg mit dem Verfassungsgesetz vom 19. Oktober 1945 weitgehend wieder eingeführt. Der Wahlkreis Traunviertel wurde dadurch unverändert wieder eingeführt, wobei die Gemeinden des ehemaligen Gerichtsbezirks St. Florian nach der Auflösung und Vereinigung des Bezirksgerichts mit dem Bezirksgericht Linz-Land beim Wahlkreis Traunviertel verblieben. Mit der Nationalrats-Wahlordnung 1971 kam es erstmals zu einer tiefgreifenden Wahlkreisreform, mit der die Anzahl der Wahlkreise in Österreich auf nur noch neun reduziert wurde. Für das Bundesland Oberösterreich bestand in der Folge nur noch ein Wahlkreis, der Wahlkreis Oberösterreich (Wahlkreis 4). Mit Inkrafttreten der Nationalrats-Wahlordnung 1992 wurde das österreichische Bundesgebiet schließlich in 43 Regionalwahlkreise unterteilt und somit ein drittes Ermittlungsverfahren eingeführt, wobei die politischen Bezirke Gmunden, Kirchdorf an der Krems, Steyr-Land sowie die Stadt Steyr zum Wahlkreis Traunviertel (Wahlkreis 4D) zusammengefasst wurden. Die Gemeinden des ehemaligen Bezirksgerichts St. Florian fielen damit dem ebenfalls neugebildeten Wahlkreis Linz und Umgebung zu. 1993 wurden dem Regionalwahlkreis Traunviertel sechs Mandate zugewiesen, wobei die Neuberechnung der Mandatsverteilung im Jahr 2002 (nach den Ergebnissen der Volkszählung 2001) zu keinen Veränderungen führte.
Seit der Schaffung des Wahlkreises erreichten SPÖ bei fast jeder Wahl die relative Mehrheit, lediglich 2002 und 2019 konnte die ÖVP die SPÖ schlagen. Die FPÖ lag fast durchgehend auf dem dritten Platz, lediglich 1999 gelang es der FPÖ die ÖVP auf Platz 3 zu verweisen.

## Wahlergebnisse
| Nationalratswahlen im Regionalwahlkreis Traunviertel | Nationalratswahlen im Regionalwahlkreis Traunviertel | Nationalratswahlen im Regionalwahlkreis Traunviertel | Nationalratswahlen im Regionalwahlkreis Traunviertel | Nationalratswahlen im Regionalwahlkreis Traunviertel | Nationalratswahlen im Regionalwahlkreis Traunviertel | Nationalratswahlen im Regionalwahlkreis Traunviertel | Nationalratswahlen im Regionalwahlkreis Traunviertel | Nationalratswahlen im Regionalwahlkreis Traunviertel | Nationalratswahlen im Regionalwahlkreis Traunviertel | Nationalratswahlen im Regionalwahlkreis Traunviertel | Nationalratswahlen im Regionalwahlkreis Traunviertel |
| Wahltermin                                           | GM                                                   |                                                      | SPÖ                                                  | ÖVP                                                  | FPÖ                                                  | GRÜNE                                                | BZÖ                                                  | LIF/NEOS                                             | FRANK                                                | PILZ/JETZT                                           | Sonstige                                             |
| ---------------------------------------------------- | ---------------------------------------------------- | ---------------------------------------------------- | ---------------------------------------------------- | ---------------------------------------------------- | ---------------------------------------------------- | ---------------------------------------------------- | ---------------------------------------------------- | ---------------------------------------------------- | ---------------------------------------------------- | ---------------------------------------------------- | ---------------------------------------------------- |
| 9. Oktober 1994                                      |                                                      | Stimmenanteile (%)                                   | 31,0                                                 | 29,0                                                 | 23,9                                                 | 8,1                                                  | -                                                    | 6,4                                                  | -                                                    | -                                                    | 1,4                                                  |
| 9. Oktober 1994                                      | 6                                                    | Grundmandate                                         | 2                                                    | 1                                                    | 1                                                    | 0                                                    | -                                                    | 0                                                    | -                                                    | -                                                    | 0                                                    |
| 17. Dezember 1995                                    |                                                      | Stimmenanteile (%)                                   | 40,6                                                 | 26,8                                                 | 21,4                                                 | 5,2                                                  | -                                                    | 4,3                                                  | -                                                    | -                                                    | 1,7                                                  |
| 17. Dezember 1995                                    | 6                                                    | Grundmandate                                         | 2                                                    | 1                                                    | 1                                                    | 0                                                    | -                                                    | 0                                                    | -                                                    | -                                                    | 0                                                    |
| 3. Oktober 1999                                      |                                                      | Stimmenanteile (%)                                   | 35,9                                                 | 26,3                                                 | 26,4                                                 | 7,3                                                  | -                                                    | 2,5                                                  | -                                                    | -                                                    | 1,6                                                  |
| 3. Oktober 1999                                      | 6                                                    | Grundmandate                                         | 2                                                    | 1                                                    | 1                                                    | 0                                                    | -                                                    | 0                                                    | -                                                    | -                                                    | 0                                                    |
| 24. November 2002                                    |                                                      | Stimmenanteile (%)                                   | 40,1                                                 | 40,2                                                 | 10,0                                                 | 8,3                                                  | -                                                    | 0,8                                                  | -                                                    | -                                                    | 0,5                                                  |
| 24. November 2002                                    | 6                                                    | Grundmandate                                         | 2                                                    | 2                                                    | 0                                                    | 0                                                    | -                                                    | 0                                                    | -                                                    | -                                                    | 0                                                    |
| 1. Oktober 2006                                      |                                                      | Stimmenanteile (%)                                   | 39,0                                                 | 33,1                                                 | 11,4                                                 | 10,0                                                 | 2,7                                                  | -                                                    | -                                                    | -                                                    | 3,8                                                  |
| 1. Oktober 2006                                      | 6                                                    | Grundmandate                                         | 2                                                    | 1                                                    | 0                                                    | 0                                                    | 0                                                    | -                                                    | -                                                    | -                                                    | 0                                                    |
| 28. September 2008                                   |                                                      | Stimmenanteile (%)                                   | 33,2                                                 | 25,1                                                 | 16,9                                                 | 9,7                                                  | 10,1                                                 | 1,3                                                  | -                                                    | -                                                    | 3,8                                                  |
| 28. September 2008                                   | 6                                                    | Grundmandate                                         | 1                                                    | 1                                                    | 0                                                    | 0                                                    | 0                                                    | 0                                                    | -                                                    | -                                                    | 0                                                    |
| 29. September 2013                                   |                                                      | Stimmenanteile (%)                                   | 29,5                                                 | 23,0                                                 | 20,4                                                 | 12,1                                                 | 4,0                                                  | 3,5                                                  | 5,3                                                  | -                                                    | 2,2                                                  |
| 29. September 2013                                   | 6                                                    | Grundmandate                                         | 1                                                    | 1                                                    | 1                                                    | 0                                                    | 0                                                    | 0                                                    | 0                                                    | -                                                    | 0                                                    |
| 15. Oktober 2017                                     |                                                      | Stimmenanteile (%)                                   | 30.0                                                 | 29,7                                                 | 26,2                                                 | 3,4                                                  | -                                                    | 4,8                                                  | -                                                    | 3,8                                                  | 2,0                                                  |
| 15. Oktober 2017                                     | 6                                                    | Grundmandate                                         | 1                                                    | 1                                                    | 1                                                    | 0                                                    | -                                                    | 0                                                    | -                                                    | 0                                                    | 0                                                    |
| 29. September 2019                                   |                                                      | Stimmenanteile (%)                                   | 25,2                                                 | 35,3                                                 | 16,6                                                 | 13,2                                                 | -                                                    | 7,0                                                  | -                                                    | 1,6                                                  | 1,1                                                  |
| 29. September 2019                                   | 6                                                    | Grundmandate                                         | 1                                                    | 2                                                    | 0                                                    | 0                                                    | -                                                    | 0                                                    | -                                                    | 0                                                    | 0                                                    |
| 29. September 2024                                   |                                                      | Stimmenanteile (%)                                   | 22,2                                                 | 24,8                                                 | 30,3                                                 | 8,1                                                  | -                                                    | 8,2                                                  | -                                                    | -                                                    | 6,4                                                  |
| 29. September 2024                                   | 6                                                    | Grundmandate                                         | 1                                                    | 1                                                    | 1                                                    | 0                                                    | -                                                    | 0                                                    | -                                                    | -                                                    | 0                                                    |